# Francheville (Métropole de Lyon)
Francheville is een gemeente in de Franse Métropole de Lyon (regio Auvergne-Rhône-Alpes). De plaats maakt deel uit van het arrondissement Lyon. Francheville telde op 1 januari 2022 15.664 inwoners.

## Geografie
De oppervlakte van Francheville bedroeg op 1 januari 2022 8,18 vierkante kilometer; de bevolkingsdichtheid was toen 1.914,9 inwoners per km².

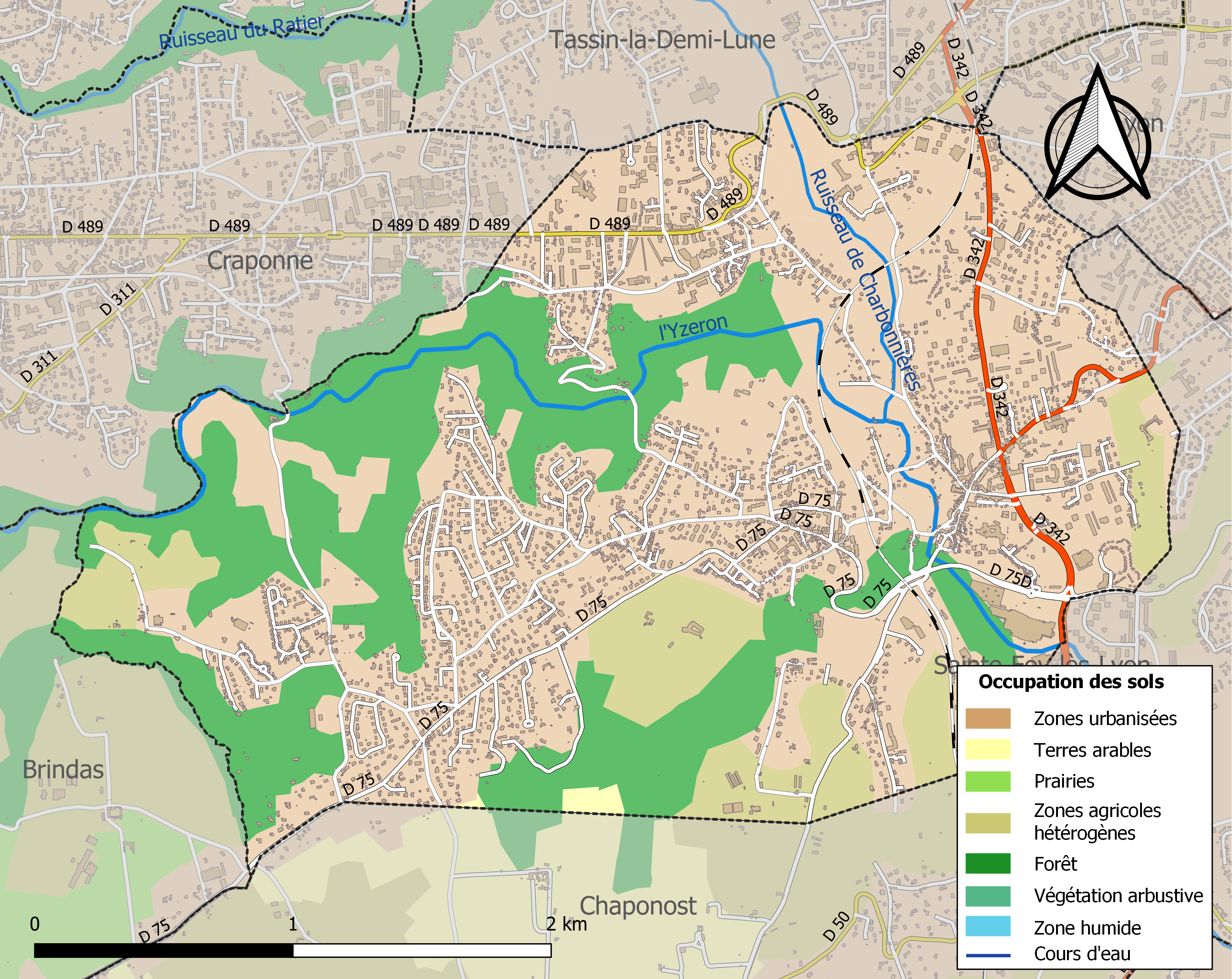
Kaart van de gemeente met de belangrijkste infrastructuur, bodemgebruik en omliggende gemeenten

## Demografie
Onderstaande figuur toont het verloop van het inwonertal (bron: INSEE-tellingen).